# Peter Van Santvliet
Peter Van Santvliet (né le 6 mai 1969 à Lierre) est un coureur cycliste belge. Spécialiste du cyclo-cross, il a été champion de Belgique en catégorie élites sans contrat en 2000 et 2007.

## Palmarès

### Cyclo-cross
| Saison / Compétition | Championnat du monde | Coupe du monde | Superprestige | Championnat de Belgique |
| 1994/1995            | 6e                   |                | 6e            |                         |
| 1995/1996            | 13e                  |                | 4e            |                         |
| 1996/1997            | 10e                  | 5e             | 6e            |                         |
| 1997/1998            |                      | 7e             | 8e            | 6e                      |
| 1998/1999            | 8e                   | 10e            | 9e            | 6e                      |
| 1999/2000            | 7e                   | 7e             | 6e            | 5e                      |
| 2000/2001            |                      |                | 5e            | 9e                      |
| 2001/2002            |                      |                | 8e            | 6e                      |
| 2002/2003            |                      |                | 5e            | 9e                      |
| 2003/2004            |                      |                | 7e            | 6e                      |
| 2004/2005            |                      |                |               |                         |
| 2005/2006            |                      |                |               |                         |
| 2006/2007            |                      |                |               | 6e                      |

### Route
- 1995
  - 3e du Tour de la province de Liège
- 1998
  - 3e du Tour du Brabant flamand
- 2001
  - 3e du Grand Prix Nieuwkerken-Waas